# Фушрол
Фушрол (фр. Foucherolles) насеље је и општина у централној Француској у региону Центар (регион), у департману Лоаре која припада префектури Монтаржи.
По подацима из 2011. године у општини је живело 301 становника, а густина насељености је износила 30,71 становника/km². Општина се простире на површини од 9,80 km². Налази се на средњој надморској висини од 159 метара (максималној 164 m, а минималној 142 m).

## Демографија
| 1962. | 1968. | 1975. | 1982. | 1990. | 1999. | 2011. |
| ----- | ----- | ----- | ----- | ----- | ----- | ----- |
| 47    | 45    | 54    | 74    | 90    | 169   | 301   |

График промене броја становника у току последњих година